# Аролд Камингс
Аролд Камингс (шп. Harold Oshkaly Cummings Segura; 1. март 1992) панамски је фудбалер. 

## Каријера
Дебитовао је 2009. године за екипу Арабе Унидо, задржао се једну сезону, играјући на 22 утакмице шампионата. Већину времена проведеног у клубу био је стандардни првотимац.
Од 2011. године је играо у Ривер Плејту Монтевидео. Годину дана касније се вратио у Арабе Унидо. Од 2014. године је бранио боје клуба Хуан Аурич, а следеће сезоне боје Индепендијентеа Санта Феа.
Био је 2016. године на позајмици у Алахуеленсеу. Од јануара 2017. наступа у америчкој МЛС лиги за Сан Хозе ертквејксе.

## Репрезентација
Дебитовао је за репрезентацију Панаме 2010. године у пријатељском мечу против Тринидада и Тобага. Био је уврштен у састав Панаме на Светском првенству у Русији 2018. године.

## Трофеји

### Санта Фе
- Копа Судамерикана (1) : 2015.